# Caso Bono
El caso Bono hace referencia a la detención de dos militantes del Partido Popular el 25 de enero de 2005 bajo la acusación de haber agredido al ministro de Defensa del primer Gobierno Zapatero (PSOE), José Bono, durante una manifestación convocada por la Asociación Víctimas del Terrorismo el 22 de enero de 2005.

## Los hechos

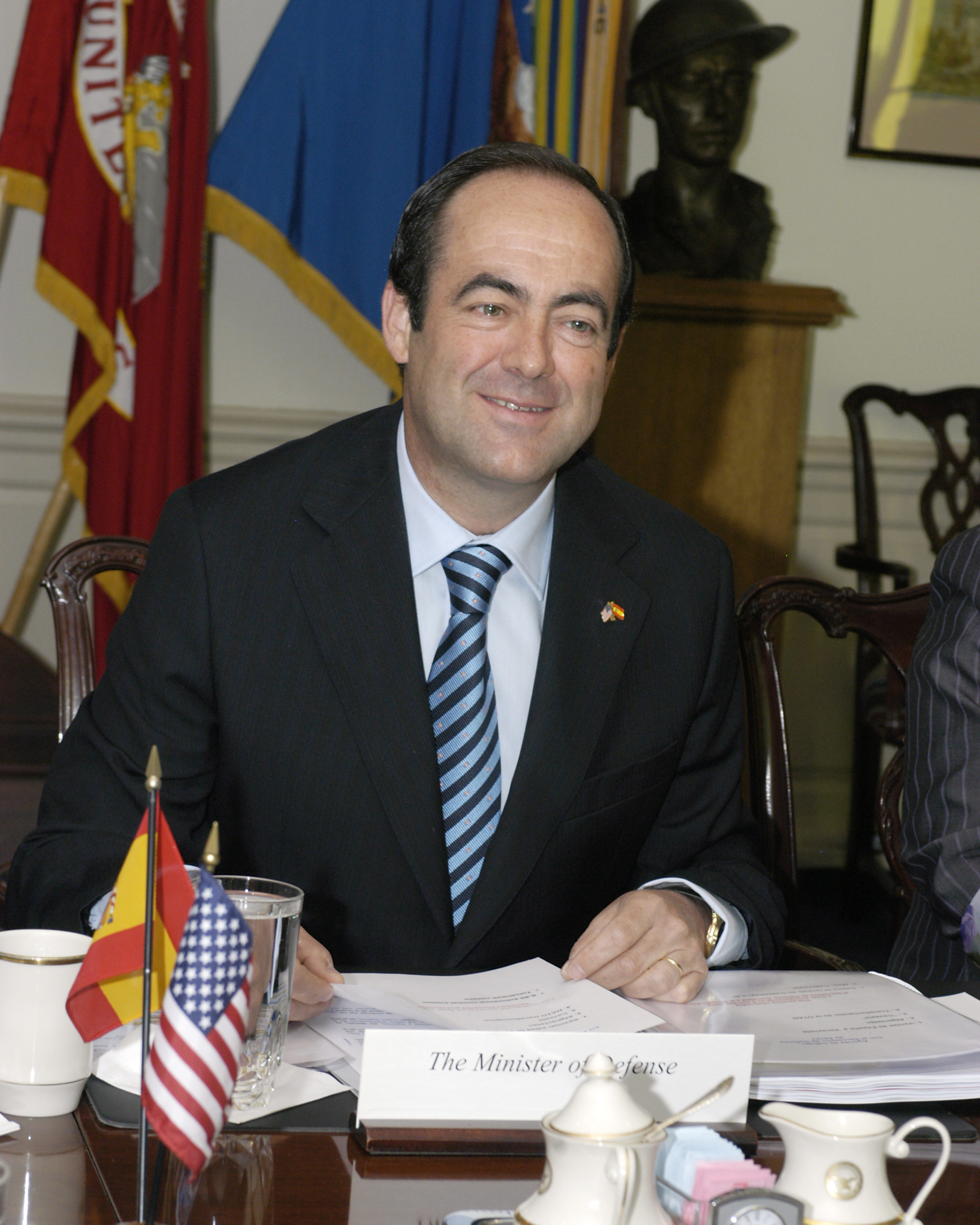
José Bono en 2005.

El 22 de enero de 2005, la Asociación Víctimas del Terrorismo (AVT) convocó una manifestación con el lema «Memoria, dignidad y justicia con las víctimas», en la que se criticó la política antiterrorista del gobierno presidido por el socialista José Luis Rodríguez Zapatero. El entonces ministro de Defensa, José Bono, que asistía a la manifestación acompañado de su hijo y de la eurodiputada socialista Rosa Díez, fue insultado por un grupo de manifestantes, produciéndose un tumulto ante el cual el ministro, a fin de evitar mayores incidentes, decidió abandonar el acto. Tras abandonar la concentración, el ministro declaró que había sido agredido:

Han estado durante 20 minutos empujándome por todas partes y algunos me han golpeado. Me he llevado un buen puñetazo en las costillas. En España son muy pocos, pero allí eran muchos. Desde la época de Franco, jamás había sentido en una manifestación que me podían agredir. Si no está allí la policía... los escoltas han hecho lo que han podido, pero era mucha gente, de todo tipo, también señoras que me insultaban y me llamaban apóstata, defensor de los maricones, asesino. He llegado a estar preocupado por mi hijo, sobre todo por la imagen que le quedará. No tengo cardenales, pero me han dado muchos golpes por la espalda, porque la policía protegía el frente [...] En ningún otro país puede acabar una manifestación contra la violencia de forma violenta. Algunos me defendieron, pero la mayoría me insultaba. Yo había acudido para honrar la memoria de los muertos y testimoniar a los asesinos que no van a vencer nunca. Antes tendrán que matarnos a los amantes de la libertad.

Varios medios de comunicación recogieron las declaraciones del ministro. Responsables políticos y de la AVT lamentaron los hechos.
Tres días después, dos militantes del Partido Popular fueron citados y detenidos como presuntos autores de la supuesta agresión al ser identificados por el periódico El País en una fotografía de la Agencia EFE en la que aparecían cerca de Bono, en una actitud que podía ser interpretada como amenazante. Los nombres de los militantes del PP aparecieron en la edición del 25 de enero. Tras ser puestos en libertad, cuatro horas y media después de la detención, el PP emprendió acciones legales contra los policías.

## Actuaciones judiciales
En junio de 2005, el juez de instrucción número 42 de Madrid decidió archivar la causa por la presunta agresión que habría sufrido José Bono, al no poder identificar al autor de "la agresión o intento de agresión". Mientras, proseguía la investigación de la denuncia del Partido Popular contra los policías. El juicio oral a los tres policías acusados de los delitos de "detención ilegal y falsedad" tuvo lugar en abril de 2006. En el juicio no fue llamado a declarar José Bono. El 8 de mayo de 2006, la Audiencia Provincial de Madrid hizo pública su sentencia. En ella, se consideraba que a pesar de los zarandeos y movimientos de la multitud y los gritos en contra de Bono, la disposición de los escoltas del ministro y sus acompañantes, en forma de cápsula de seguridad, había impedido cualquier agresión física en contra del ministro. Por ello condenó a los policías responsables a penas de entre tres y cinco años de prisión, además de 10 años de inhabilitación (con pérdida de empleo y sueldo), por detención ilegal, falsificación de documento público y coacciones. Sin embargo, dicha sentencia fue recurrida y anulada en su integridad por el Tribunal Supremo el 29 de junio de 2007. El ministerio público postuló que los dos militantes del PP fueron detenidos justificadamente porque se había producido un delito de atentado contra el entonces ministro de Defensa.

## Consecuencias políticas
El Delegado del Gobierno en Madrid, Constantino Méndez, que había declarado al día siguiente de la manifestación que "pronto habría detenciones porque había suficientes indicios en la investigación policial" dimitió tras conocer la anulada sentencia en la que se estableció que la policía no contaba en realidad con esos indicios y que calificaba las detenciones como "de complacencia". Méndez declaró que la sentencia afirmaba que "no hubo instrucciones políticas" y que dimitía por "responsabilidad y en defensa de la profesionalidad de los cuerpos y fuerzas de seguridad del Estado" De todos modos, afirmó que es una obligación para la policía ante unos hechos como los de aquel día abrir las diligencias que se estimen oportunas, identificar autores y recoger pruebas para ponerlas a disposición de la justicia y que hubiese sido una omisión del deber no hacerlo.
El Partido Popular pidió también la dimisión del entonces ministro del Interior, José Antonio Alonso, al interpretar que había mentido en su comparecencia en la comisión de Interior del Congreso de los Diputados el 3 de febrero de 2005 en relación con el caso. El ministro afirmó por su parte que la sentencia había dejado claro que no hubo "ni la más mínima orden o implicación política" y por tanto que el Gobierno había "dicho siempre la verdad y que el PP ha mentido siempre, porque siempre ha sostenido que hubo detenciones políticas, y eso no es cierto".
A continuación, el Partido Popular solicitó la creación de una comisión de investigación en el Parlamento para averiguar "quién dio la orden y por qué" en lo que consideran las primeras detenciones políticas de la democracia. Sin embargo, el Congreso, al no apoyar ningún grupo la petición del PP, rechazó la creación de la comisión.

## Desarrollos posteriores
El 25 de mayo de 2005, tres testigos que afirmaban haber presenciado los intentos de agresión: Cecilia Ulzurrun, Patxi Mendiburu y Ramón Ibarrola, miembros los tres de la plataforma navarra "Libertad Ya" y con muchos años a sus espaldas en la lucha contra ETA, presentaron sendas denuncias contra los dos militantes del PP, declarándose sorprendidos por la sentencia condenatoria hacia los policías. Dolores Grande, militante de CDN y también presente en la manifestación, ha declarado que Ulzurrun no estaba cerca de Bono, aunque en las imágenes que cualquiera puede comprobar se ve que Cecilia, Patxi y Ramón estuvieron tan cerca de los hechos que uno de ellos, concretamente Ramón Ibarrola fue el que detuvo el palo con la bandera española que iba dirigido contra la cabeza de Bono.
La sentencia fue recurrida ante el Tribunal Supremo por los defensores de los policías, la Abogacía del Estado y la Fiscalía de Madrid (que recurrió los delitos de detención ilegal y coacciones, no el de falsedad ), siendo todos los delitos anulados, por cuatro votos contra uno.
Los tres acusados ahora absueltos (dos inspectores de policía y un comisario) fueron apartados de los puestos operativos de la Policía tras la sentencia condenatoria de la Audiencia Provincial de Madrid, y solicitaron la baja del servicio activo por causas psicofísicas y también solicitaron la subsiguiente prejubilación, que fue concedida.